# Simon Sebag Montefiore
Simon Sebag Montefiore, född 27 juni 1965 i London, är en brittisk författare och historiker.
Montefiore skriver regelbundna krönikor i The Sunday Times, The Spectator och New York Times. Han studerade historia i Cambridge och tillbringade åren därefter kringresande i det sönderfallande Sovjetunionen.

## Familj
Montefiores far var läkare och härstammade från en namnkunnig sefardisk judisk släkt som bland annat varit diplomater och bankirer i hela Europa. I början av 1800-talet blev hans släkting, bankiren Moses Montefiore, partner med N M Rothschild & Sons. Montefiores mor April kom från en fattig akademisk litauisk släkt. Hennes föräldrar flydde från Ryssland runt sekelskiftet 1900. De köpte biljetter för att ta sig till New York men blev lurade och fick gå av båten i Cork. Under bojkotten i Limerick 1904 lämnade de Irland och flyttade till Newcastle upon Tyne i England.

## Författargärning
Montefiore har skrivit två uppmärksammade biografier: Prince of Princes: The Life of Potemkin, på svenska översatt till Potemkin och Katarina den stora: En kejserlig förbindelse, och Stalin: The Court of the Red Tsar, svensk titel Stalin – den röde tsaren och hans hov. Båda böckerna bygger på omfattande studier i ryska arkiv. År 2007 utkom Young Stalin som bygger på nytt arkivmaterial. Han har även skrivit Mina 101 hjältar ur världshistorien och Jerusalem:Biografin som utkom 2011.